# James Robinson
James „Hollywood” Robinson (ur. 31 sierpnia 1970 w Jackson) – amerykański koszykarz, występujący na pozycji rzucającego obrońcy.
W 1989 wystąpił w meczu gwiazd amerykańskich szkół średnich - McDonald’s All-American.

## Osiągnięcia
NCAA
- Uczestnik rozgrywek:
  - Sweet Sixteen turnieju NCAA (1991)
  - Round of 32 turnieju NCAA (1992)
- Mistrz turnieju konferencji Southeastern (SEC – 1991)
- Zaliczony do I składu[2]:
  - konferencji SEC (1993)
  - turnieju SEC (1991, 1992)

Drużynowe
- Brązowy medalista mistrzostw Grecji (2000)

Indywidualne
- Uczestnik konkursu wsadów podczas NBA All-Star Weekend 1994[3]
- Lider ligi rosyjskiej w asystach (2002)